# Grand Prix Formule 1 van Duitsland 1974
De Grand Prix Formule 1 van Duitsland 1974 werd gehouden op 4 augustus 1974 op de Nürburgring.

## Uitslag
| Positie | Nummer | Rijder               | Team              | Ronden | Tijd/Opgave     | Startplaats | Punten |
| ------- | ------ | -------------------- | ----------------- | ------ | --------------- | ----------- | ------ |
| 1       | 11     | Clay Regazzoni       | Ferrari           | 14     | 1:41:35.0       | 2           | 9      |
| 2       | 3      | Jody Scheckter       | Tyrrell-Ford      | 14     | + 50.7          | 4           | 6      |
| 3       | 7      | Carlos Reutemann     | Brabham-Ford      | 14     | + 1:23.3        | 6           | 4      |
| 4       | 1      | Ronnie Peterson      | Lotus-Ford        | 14     | + 1:24.2        | 8           | 3      |
| 5       | 2      | Jacky Ickx           | Lotus-Ford        | 14     | + 1:25.0        | 9           | 2      |
| 6       | 16     | Tom Pryce            | Shadow-Ford       | 14     | + 2:18.1        | 11          | 1      |
| 7       | 9      | Hans Joachim Stuck   | March-Ford        | 14     | + 2:58.7        | 19          |        |
| 8       | 17     | Jean-Pierre Jarier   | Shadow-Ford       | 14     | + 3:25.9        | 18          |        |
| 9       | 26     | Graham Hill          | Lola-Ford         | 14     | + 3:26.4        | 20          |        |
| 10      | 15     | Henri Pescarolo      | BRM               | 14     | + 4:17.7        | 24          |        |
| 11      | 18     | Derek Bell           | Surtees-Ford      | 14     | + 5:17.7        | 25          |        |
| 12      | 8      | Carlos Pace          | Brabham-Ford      | 14     | + 6:26.3        | 17          |        |
| 13      | 10     | Vittorio Brambilla   | March-Ford        | 14     | + 8:43.1        | 23          |        |
| 14      | 32     | Ian Ashley           | Token-Ford        | 13     | + 1 Ronde       | 26          |        |
| 15      | 33     | Mike Hailwood        | McLaren-Ford      | 12     | Ongeluk         | 12          |        |
| DNF     | 19     | Jochen Mass          | Surtees-Ford      | 10     | Motor           | 13          |        |
| DNF     | 24     | James Hunt           | Hesketh-Ford      | 10     | Versnellingsbak | 10          |        |
| DNF     | 4      | Patrick Depailler    | Tyrrell-Ford      | 5      | Ongeluk         | 5           |        |
| DNF     | 20     | Arturo Merzario      | Iso Marlboro-Ford | 5      | Gaspedaal       | 16          |        |
| DNF     | 14     | Jean-Pierre Beltoise | BRM               | 4      | Benzinesysteem  | 15          |        |
| DNF     | 22     | Vern Schuppan        | Ensign-Ford       | 4      | Versnellingsbak | 22          |        |
| DNF     | 5      | Emerson Fittipaldi   | McLaren-Ford      | 2      | Ophanging       | 3           |        |
| DNF     | 21     | Jacques Laffite      | Iso Marlboro-Ford | 2      | Ophanging       | 21          |        |
| DNF     | 28     | John Watson          | Brabham-Ford      | 1      | Ophanging       | 14          |        |
| DNF     | 12     | Niki Lauda           | Ferrari           | 0      | Ongeluk         | 1           |        |
| DNF     | 6      | Denny Hulme          | McLaren-Ford      | 0      | Ongeluk         | 7           |        |
| DNQ     | 37     | François Migault     | BRM               |        |                 |             |        |
| DNQ     | 23     | Tim Schenken         | Trojan-Ford       |        |                 |             |        |
| DNQ     | 27     | Guy Edwards          | Lola-Ford         |        |                 |             |        |
| DNQ     | 30     | Larry Perkins        | Amon-Ford         |        |                 |             |        |
| DNQ     | 30     | Chris Amon           | Amon-Ford         |        |                 |             |        |
| DNQ     | 25     | Howden Ganley        | Maki-Ford         |        |                 |             |        |

## Statistieken
| Pole-position | Niki Lauda     | Ferrari      | 7:00.8 |
| Snelste ronde | Jody Scheckter | Tyrrell-Ford | 7:11.1 |

## Noot
- Dit was het debuut van de Britse coureur Ian Ashley; de Franse coureur (en toekomstig Grand Prix-winnaar) Jacques Laffite en de Australische coureur Larry Perkins.
- Dit was de vijftigste Grand Prix-start voor een Zuid-Afrikaanse coureur.
- Vijfde podiumplaats voor Jody Scheckter.

1931 · 1932 · 1934 · 1935 · 1936 · 1937 · 1938 · 1939 · 1951 · 1952 · 1953 · 1954 · 1956 · 1957 · 1958 · 1959 · 1961 · 1962 · 1963 · 1964 · 1965 · 1966 · 1967 · 1968 · 1969 · 1970 · 1971 · 1972 · 1973 · 1974 · 1975 · 1976 · 1977 · 1978 · 1979 · 1980 · 1981 · 1982 · 1983 · 1984 · 1985 · 1986 · 1987 · 1988 · 1989 · 1990 · 1991 · 1992 · 1993 · 1994 · 1995 · 1996 · 1997 · 1998 · 1999 · 2000 · 2001 · 2002 · 2003 · 2004 · 2005 · 2006 · 2008 · 2009 · 2010 · 2011 · 2012 · 2013 · 2014 · 2016 · 2018 · 2019
Als eretitel: 1923 (Italië) · 1924 (Frankrijk) · 1925 (België) · 1926 (San Sebastián) · 1927 (Italië) · 1928 (Italië) · 1930 (België) · 1947 (België) · 1948 (Zwitserland) · 1949 (Italië) · 1950 (Groot-Brittannië) · 1951 (Frankrijk) · 1952 (België) · 1954 (Duitsland) · 1955 (Monaco) · 1956 (Italië) · 1957 (Groot-Brittannië) · 1958 (België) · 1959 (Frankrijk) · 1960 (Italië) · 1961 (Duitsland) · 1962 (Nederland) · 1963 (Monaco) · 1964 (Groot-Brittannië) · 1965 (België) · 1966 (Frankrijk) · 1967 (Italië) · 1968 (Duitsland) · 1972 (Groot-Brittannië) · 1973 (België) · 1974 (Duitsland) · 1975 (Oostenrijk) · 1976 (Nederland) · 1977 (Groot-Brittannië)
Als alleenstaande race: 1983 · 1984 · 1985 · 1993 · 1994 · 1995 · 1996 · 1997 · 1999 · 2000 · 2001 · 2002 · 2003 · 2004 · 2005 · 2006 · 2007 · 2008 · 2009 · 2010 · 2011 · 2012 · 2016